# Haile Selassie

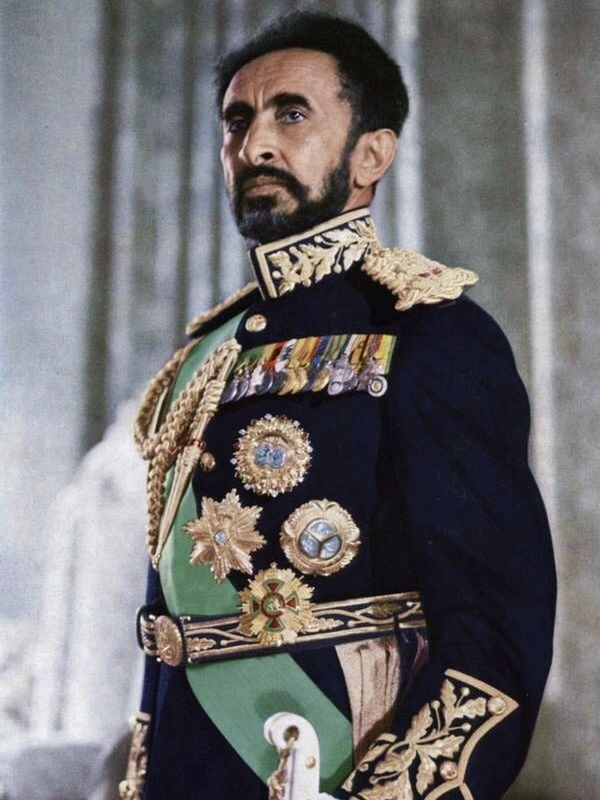
Haile Selassie (offizielles Porträt, 1971)

Haile Selassie I. (amharisch ቀዳማዊ ኃይለ ሥላሴ, Qädamawi Haylä Səllase, wörtlich „Macht der Dreifaltigkeit“; * 23. Juli 1892 als Tafari Makonnen (ተፈሪ መኰንን, Täfäri Mäkʷännən) in Ejersa Goro, Äthiopien; † 27. August 1975 in Addis Abeba, Äthiopien) war Regent (Enderase, 1916–1930) und letzter Negus Negesti (Kaiser) von Äthiopien (1930–1974).
Haile Selassie gilt als eine wichtige Figur in der jüngeren Geschichte Äthiopiens und als die wichtigste Figur der jamaikanischen Rastafari-Bewegung. Er war Mitglied des Hauses Salomon, das seine Abstammung auf Kaiser Menelik I. zurückführt, den Sohn des jüdischen Königs Salomon und der Königin von Saba. Haile Selassie war bestrebt, sein Land durch politische und gesellschaftliche Reformen zu modernisieren. Dazu gehörten die Einführung der Verfassung von 1931, der ersten schriftlichen Verfassung Äthiopiens, und die Abschaffung der Sklaverei. Er verteidigte sein Land im Abessinienkrieg und verbrachte die Zeit der italienischen Besatzung im englischen Exil. 1940 reiste er in den Sudan, um Äthiopien von dort aus zu befreien, und kehrte nach dem Ostafrikafeldzug 1941 in seine Heimat zurück. Durch Haile Selassies internationales Ansehen wurde Äthiopien 1945 Gründungsmitglied der Vereinten Nationen. 1963 war er Mitbegründer der Organisation für Afrikanische Einheit, der späteren Afrikanischen Union, und diente als ihr erster Vorsitzender. Bei einem Putsch der sozialistischen Derg-Junta wurde er 1974 gestürzt und am 27. August 1975 ermordet.
Haile Selassie, der selbst der Äthiopisch-Orthodoxen Tewahedo-Kirche angehörte, wird von vielen Anhängern der Rastafari-Bewegung als Wiederkehr Jesu Christi verehrt.

## Name und Titel
Seine Herrschertitel waren Neguse Negest (deutsch „König der Könige“), „Löwe von Juda“, „Auserwählter Gottes“ und „Verteidiger des Glaubens“. Er selbst nannte sich „225. Nachfolger des Königs Salomon“. Sein Prinzenname war Lij-a Ras Täfäri Mäkonnen (ልጅ ራስ ተፈሪ መኰንን).
In Äthiopien ist Selassie noch unter anderen Namen bekannt, darunter Janhoy („Seine Majestät“), Talaqu Meri („Großer Führer“) und Abba Tekel („Vater von Tekel“, sein Pferdename).

## Leben

Täfäri Makonnen im Alter von drei Jahren, 1895

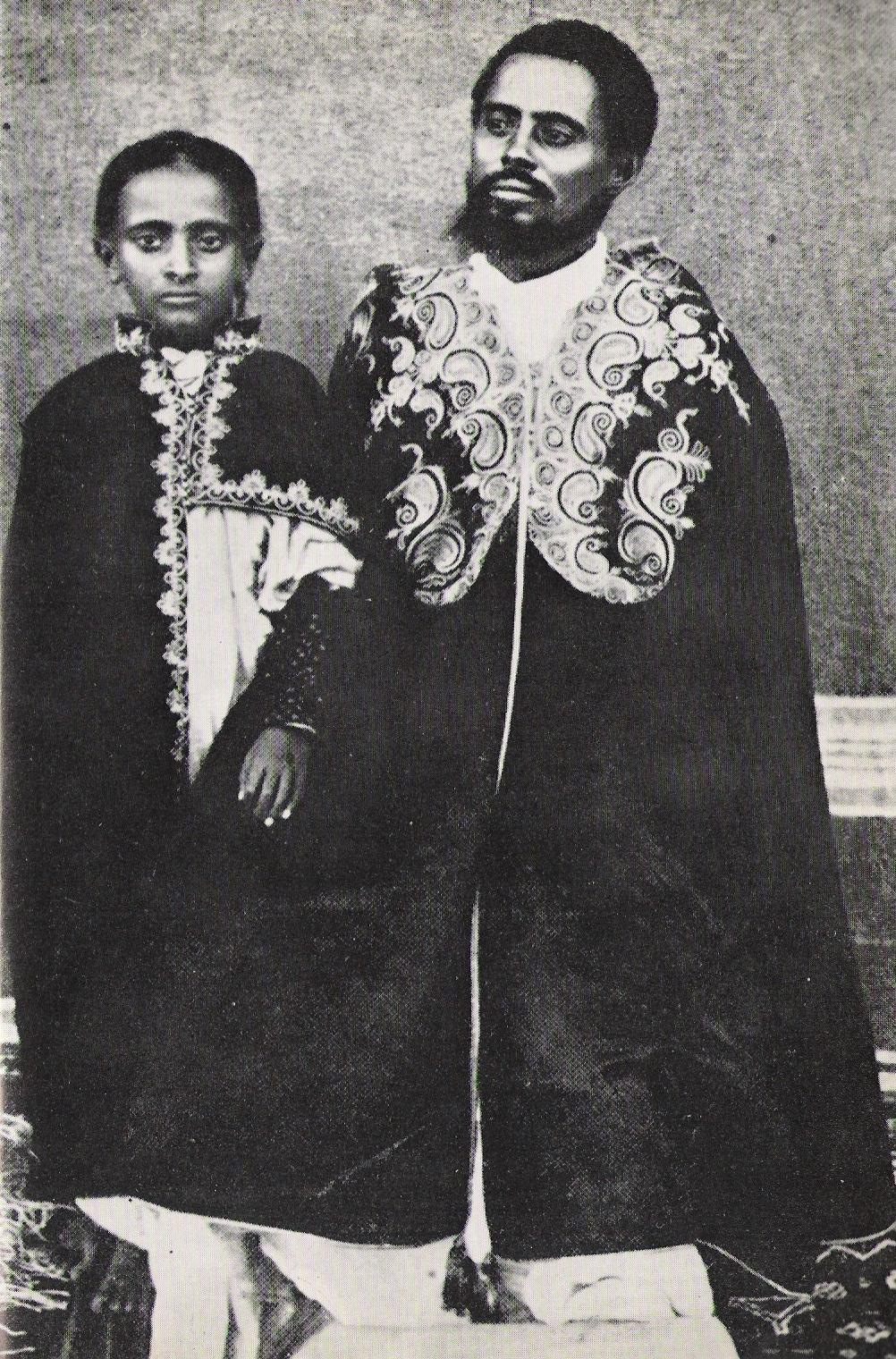
Täfäri Makonnen mit seinem Vater Ras Makonnen Woldemikael, um 1900

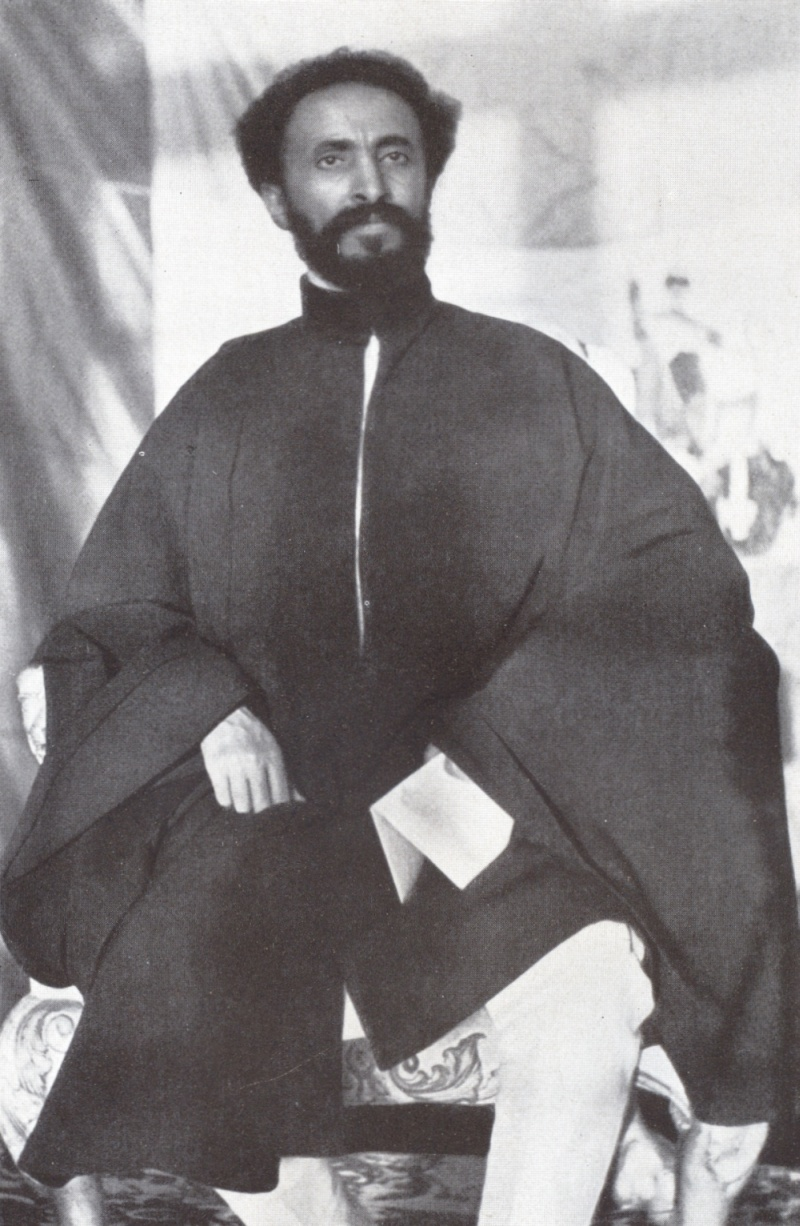
Haile Selassie, fotografiert von Walter Mittelholzer, 1934

### Kindheit und Jugend
Haile Selassie wurde im Dorf Ejersa Goro in der Provinz Hararghe, östlich der Hauptstadt Addis Abeba, als Sohn des dortigen Gouverneurs (siehe Ras) Makonnen Wolde Mikael geboren und erhielt den Namen Täfäri Makonnen. Seine Eltern waren Oromo, seine Großmutter väterlicherseits Amharin. Über sie beanspruchte er, Teil der salomonischen Dynastie (also der Kaiserfamilie) zu sein.
Seine Mutter, Prinzessin Yeshimebet Ali Gonshor, starb zwei Jahre später bei einer weiteren Geburt. Am 1. November 1905 verlieh sein Vater Ras Makonnen seinem Sohn den Titel Dejazmatch (Graf) und erklärte ihn zu seinem Erben. Im Januar 1906 brach sein Vater zu einer Reise in die Hauptstadt auf, während der er, vermutlich an Typhus, schwer erkrankte. Er verstarb noch im selben Jahr. Kaiser Menelik II. holte die knapp 14-jährige Waise an den Hof. Gemeinsam mit anderen aristokratischen Kindern, u. a. dem Enkel des Kaisers, Iyasu V., wurde er in der Palastschule unterrichtet. In dieser Zeit erwuchs die Rivalität zwischen den beiden Vettern.

### Aufstieg zur Macht

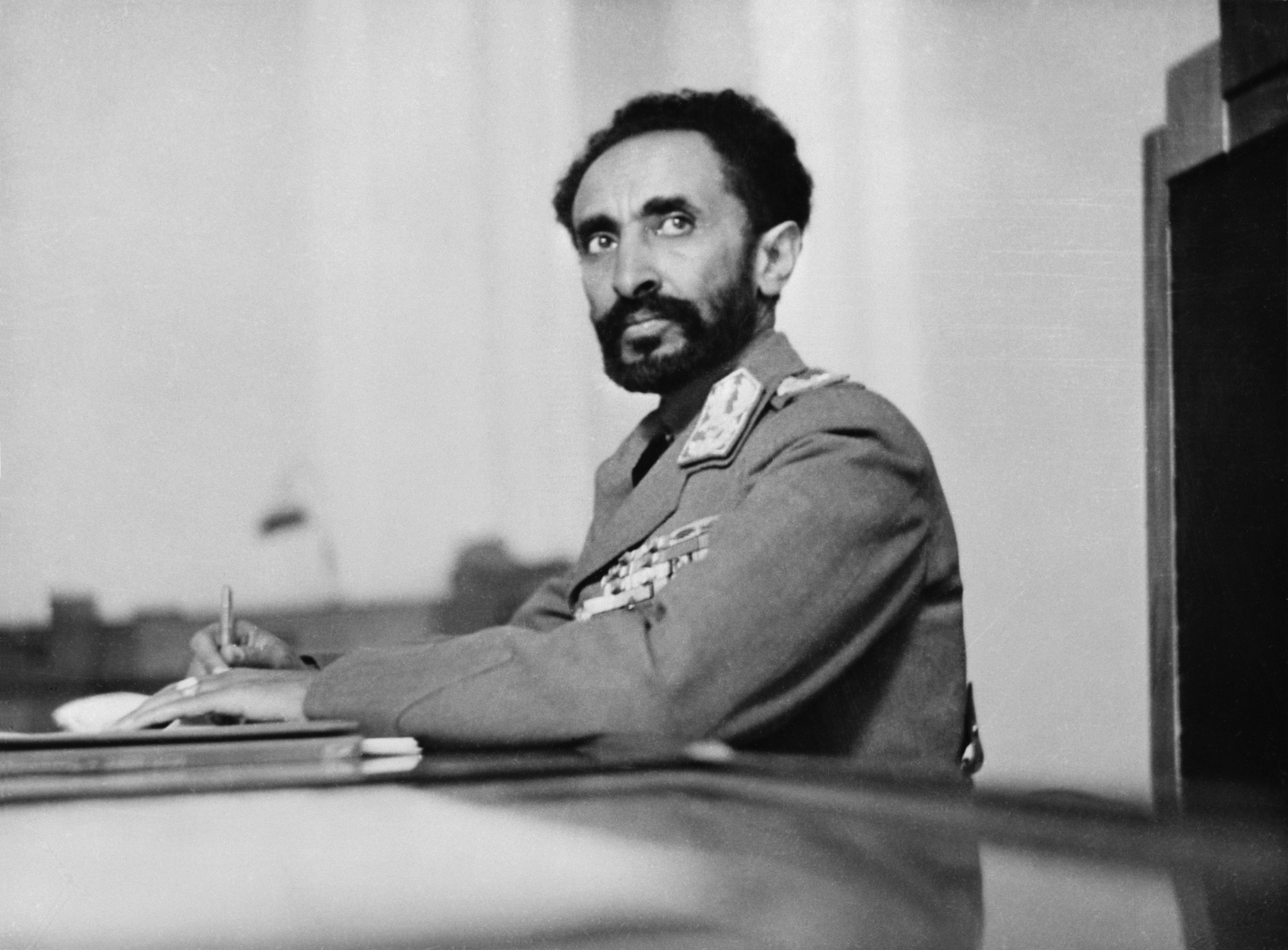
Haile Selassie (1942)

In seiner Jugend war Haile Selassie bereits Gouverneur kleinerer Landstriche. Ob und in welchem Umfang Täfäri Makonnen an der Absetzung seines Neffen 3. Grades, Iyasu V., direkt beteiligt war, ist umstritten. Iyasu war seit 1913 der designierte, aber ungekrönte Kaiser Äthiopiens. Nach einem Putsch der christlich-orthodoxen Aristokratie gegen Iyasu V. wegen dessen islamfreundlicher Politik wurde Täfäri Makonnen am 27. September 1916 zum Kronprinzen erklärt. Iyasus Tante Zauditu wurde Kaiserin, mischte sich jedoch nicht in die Tagespolitik ein. Makonnen war als Balemulu ’Inderase (Bevollmächtigter Regent) dafür zuständig, das Land zu administrieren. So wurde Äthiopien auf sein Betreiben hin im Jahr 1923 Mitglied des Völkerbundes. Die von ihm fortgesetzte Modernisierung kommentierte er jedoch mit den Worten: „Wir brauchen den europäischen Fortschritt nur, weil wir von ihm umringt sind. Das ist gleichzeitig ein Vorteil und ein Unglück.“
Im Jahr 1928 eskalierte der Konflikt zwischen dem konservativen Lager, das Kaiserin Zauditu unterstützte, und den liberalen Adeligen. Als Balcha Safo, der Gouverneur von Sidamo, zu wenig Abgaben lieferte, zitierte ihn Makonnen nach Addis Abeba. Balcha Safo kam jedoch nicht allein in die Hauptstadt, sondern brachte eine große Armee mit und traf sich nur mit der Kaiserin. Brüskiert leitete Makonnen die Absetzung Safos in die Wege. Safos Aufbegehren gab Kaiserin Zauditu die Gelegenheit, mithilfe militärischen Drucks Makonnen des Staatsverrats anzuklagen – unter anderem deshalb, weil dieser kurz zuvor einen zwanzigjährigen Friedensvertrag mit Italien geschlossen hatte. Im September 1928 versuchten konservative Kräfte, Makonnen endgültig zu entmachten – der Putschversuch entwickelte sich jedoch zu einem Desaster. Volk, Polizei und Militär unterstützten Täfäri Makonnen, folglich verlor die Kaiserin noch weiter an Macht. Am 7. Oktober 1928 wurde Makonnen zum König (amharisch Negus) gekrönt.

### Kaiser von Äthiopien
Kaiserin Zauditu starb, nachdem ein weiterer Aufstand, angeführt von ihrem Ehemann, im Laufe des Jahres 1930 niedergeschlagen worden war. Am 2. November 1930 wurde Makonnen unter dem Namen Haile Selassie I. zum Kaiser (amharisch Neguse Negest, deutsch „König der Könige“) von Äthiopien gekrönt. Bereits im Juli 1931 erließ er im Zuge des Modernisierungsprozesses die erste Verfassung des Landes, die Verfassung des Kaiserreichs Abessinien von 1931, die das Land zwar formell in eine konstitutionelle Monarchie umwandelte, tatsächlich aber seine absolute Machtposition festigte.
Nach dem Angriff der italienischen Armee unter Benito Mussolini im Italienisch-Äthiopischen Krieg zwischen 1935 und 1936 floh er nach Großbritannien, von wo aus er den äthiopischen Widerstand leitete. Am 24. Januar 1941 kehrte er mit britischer Unterstützung nach Addis Abeba zurück. Als Politiker leitete er im Inland eine Epoche der gesellschaftlichen und ökonomischen Modernisierung ein, behielt jedoch die absolute Herrschaft und ließ keine nennenswerte politische Opposition zu. Auf der politischen Ebene versuchte er einen dem europäischen Modell ähnlichen Nationalstaat zu errichten, ein Unterfangen, das auf einer sprachlich-kulturellen Amharisierung besonders der südlichen Ethnien der Oromo basierte. Die Elite seines Herrschaftsapparates fußte auf amharischen und amharisierten oromischen Beamten, Adligen und Generälen. Haile Selassie genoss im Ausland hohes Ansehen als Staatsoberhaupt des ältesten afrikanischen Landes, eines Gründungsmitgliedes der Vereinten Nationen, und war graue Eminenz und Integrationsfigur des afrikanischen Kontinents in der Dekolonialisierungsphase. Gleichwohl fallen in seine Amtszeit mehrere Kriege, unter anderem mit Somalia um das Grenzgebiet des Ogaden sowie gegen Separatisten in der ehemaligen italienischen Kolonie Eritrea, die seit Ende des Zweiten Weltkrieges beziehungsweise 1950 föderaler Teil Äthiopiens war, dann aber vom Kaiser zur Verwaltungsprovinz herabgestuft wurde. Im November 1954 war Haile Selassie das erste ausländische Staatsoberhaupt, das der jungen Bundesrepublik Deutschland einen offiziellen Staatsbesuch abstattete.
Die Unzufriedenheit über die Lage im Land führte unter General Mengistu Neway 1960, während eines Staatsbesuchs Haile Selassies in Brasilien, zu einem Umsturzversuch, bei dem unter anderem Ministerpräsident Abebe Aragai getötet wurde. Die Putschisten forderten Reformen und proklamierten den Kronprinzen Asfa Wossen zum Kaiser von Äthiopien. Der Umsturzversuch scheiterte und in dessen Folge verloren zahlreiche führende Köpfe des Landes ihr Leben. 1963 fand, durch den Kaiser initiiert, das erste Treffen der Organisation für Afrikanische Einheit (OAU), deren Hauptsitz Addis Abeba wurde, in Äthiopien statt. Im selben Jahr führte er bei der Beisetzung John F. Kennedys, neben Charles de Gaulle, die Schar der ausländischen Würdenträger an. Vor der UNO setzte er sich für die Rechte der Schwarzen in Äthiopien ein. Am 21. April 1966 besuchte Selassie erstmals Jamaika, wo er von hunderttausenden Anhängern der Rastafari-Religion am Flughafen Norman Manley International empfangen wurde. Dabei soll sein Besuch eine Trockenzeit beendet und Regen auf die zuvor von Dürre geplagte Insel gebracht haben, was unter anderem zum Aufstieg und der Anerkennung Selassies als Messias beitrug.
Anfang der 1970er Jahre zeigte sich immer mehr die Unzufriedenheit der Bevölkerung, vor allem der Studenten, mit der Machtfülle des Kaisers, der zu keinerlei Reform des konservativ-aristokratischen Staatsaufbaues bereit war, was sich in den Parlamentswahlen in Äthiopien 1973 zeigte. Diese Unzufriedenheit führte zusammen mit einer akuten Verschlechterung der Nahrungsmittelversorgung der Landbevölkerung 1974 zu gewaltsamen Protesten von Studenten der Haile-Selassie-Universität (heute Addis-Abeba-Universität) und anderer Hochschulen sowie schließlich zur Revolution, in deren Verlauf die Forderung nach einer parlamentarischen Monarchie schnell unter Führung des Hauptmanns und späteren Obersten Mengistu Haile Mariam einer marxistisch-leninistischen Doktrin wich.

### Abdankung und Tod
Nach einem erfolgreichen Militärputsch im Juli musste der Kaiser am 12. September 1974 abdanken. Geschwächt und geistig verwirrt soll er seinen Lebensabend in einem Seitenflügel des Menelik-Palastes unter Hausarrest verbracht haben, bis er 1975 unter ungeklärten Umständen starb. Sein Großneffe Asfa-Wossen Asserate schrieb in seinen Erinnerungen, Haile Selassie sei mit seinem Kopfkissen erstickt worden. Dem persönlichen Diener von Haile Selassie wurde in der Nacht des 26. August 1975 befohlen, in einem Nachbargebäude zu schlafen. Als er am nächsten Morgen das Zimmer des Kaisers betrat, fand er ihn tot im Bett liegend auf. Es fiel ihm zudem der starke Geruch von Äther im Raum auf.
Der spätere Diktator Mengistu Haile Mariam ließ den Leichnam Selassies unter den Dielen einer Toilette im Palast begraben. Erst nach dem Ende der kommunistischen Herrschaft wurde im Jahr 2000 die Bestattung nachgeholt.

## Bewertung seines politischen Wirkens

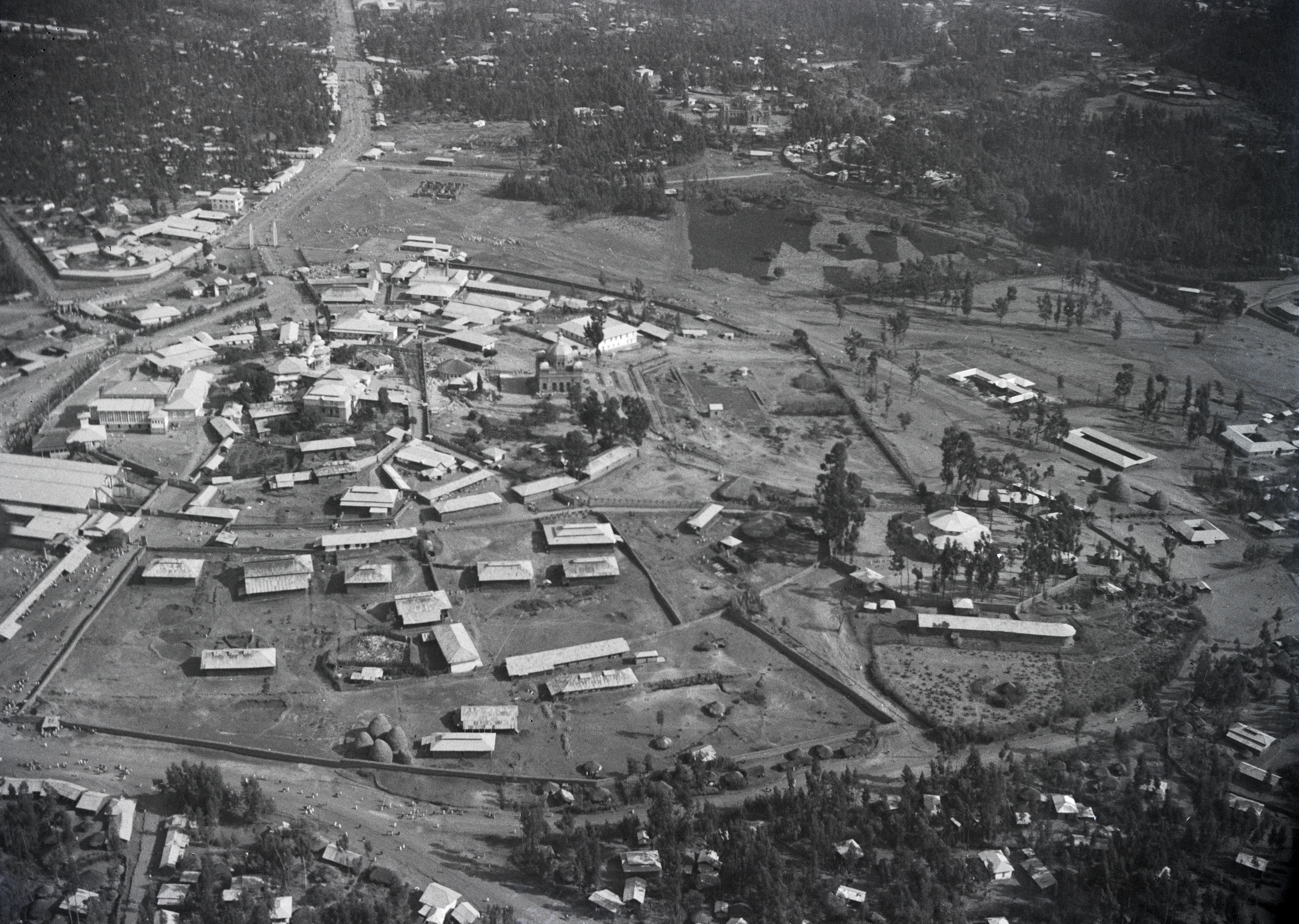
Der Kaiserpalast, der „Große Gibi“, aus der Luft, 1934

Asfa-Wossen Asserate, der Großneffe von Haile Selassie, zieht im Epilog seiner Biografie des Kaisers ein Fazit seines politischen Wirkens:
- er sei „ein Kind des ausgehenden 19. Jahrhunderts“ gewesen, seine Ausbildung nach europäischen Maßstäben rudimentär; „alles was darüber hinausging, eignete [er] sich autodidaktisch an“;
- sein Weg zur Macht sei „steinig und blutig“ gewesen;
- er habe sein Land „vom Mittelalter in die Moderne“ geführt;
- er sei voll guten Willens gewesen, seinem Land zu dienen, und habe „historische Erfolge“ erzielt, nämlich dem italienischen Faschismus Widerstand geleistet und damit Äthiopiens Einheit und Unabhängigkeit gesichert;
- er sei ein „brillanter Außenpolitiker“ gewesen und habe „wesentlichen Anteil an der Entkolonisierung Afrikas“ gehabt;
- er sei den „Herausforderungen … der zweiten Hälfte des 20. Jahrhunderts … nicht mehr gewachsen“ gewesen;
- ihm habe die Einsicht gefehlt, „dass sich ein moderner Staat … nicht mehr paternalistisch-autokratisch regieren ließ …“;
- es sei ihm „undenkbar [gewesen], die Macht zu teilen“; er habe „gegenüber den Menschen in seiner Umgebung … ein tiefes Misstrauen“ gehegt und sei „unfähig [gewesen], Entscheidungen zu delegieren“;
- er habe „keinen Unterschied zwischen Hautfarbe, ethnischer Zugehörigkeit, Stand und Religion“ gemacht, für ihn sei entscheidend „die unbedingte Loyalität seiner Untertanen“ zu ihm gewesen;
- es habe „über Jahrzehnte hinweg grundlegende Versäumnisse und … Stillstand im Land“ gegeben;
- in „den letzten Jahrzehnten seiner Herrschaft schien es so, dass [des Kaisers] Hauptaugenmerk nicht mehr der Entwicklung seines Landes galt, sondern der Sicherung der eigenen Macht“;
- bis zuletzt habe er es versäumt, „das Zepter an die nächste Generation weiterzureichen“.

Vor dem Urteil der Geschichte würden seine „Verdienste um Äthiopien mehr Gewicht haben als die großen Fehler, die er zweifelsohne besaß.“

## Nachkommen

Zwei Töchter des Kaisers im Palastpark 1934

Bereits 1960 war sein Sohn, der Kronprinz Asfa Wossen (siehe Amha Selassie I.), in einen Putsch gegen ihn verwickelt, 1973 versuchte sein Enkel Iskander Desta, damals Oberbefehlshaber der äthiopischen Marine, erneut, einen Umsturz zu erzwingen. Noch 1974 ernannte Haile Selassie einen anderen Enkel, Asfa Wossens Sohn Zere Yacobe Selassie, zum neuen Thronfolger. Sein Enkel Ermias Sahle Selassie ist seit 1983 Präsident des äthiopischen Kronrats, der sich in Washington für die Wiedereinführung einer konstitutionellen Monarchie  einsetzt.
Mit seiner ersten Frau Altayech hatte er eine Tochter:
- Prinzessin Romana Worq († 14. Oktober 1940)

Mit seiner zweiten Frau, Kaiserin Menen II., hatte er sechs Kinder:
- Prinzessin Tenagne Worq (* 30. Januar 1913, † 6. April 2003)
- Prinz Asfa Wossen (* 27. Juli 1916, † 17. Februar 1997)
- Prinzessin Zannaba Worq (* 25. Juli 1918, † 25. März 1933)
- Prinzessin Tsahai Worq (* 13. Oktober 1919, † 17. August 1942)
- Prinz Makonnen (* 16. Oktober 1923, † 13. Mai 1957)
- Prinz Sahle Selassie (* 27. Februar 1931, † 24. April 1962)

## Rastafari

Flagge des Kaiserreichs Äthiopien

Ein Teil der Mitglieder der vor allem in der Karibik vertretenen Rastafaribewegung (deren Name sich von seinem ursprünglichen Namen Ras Täfäri Makonnen ableitet) betrachtet Haile Selassie als den Messias. Bei ihnen findet er unter dem Ehrentitel Löwe von Juda gottgleiche Verehrung, weil er für sie der in der Bibel angekündigte wiedergekehrte Erlöser ist. Als er am 21. April 1966 (seither als Grounation Day gefeiert) auf einem Staatsbesuch in Jamaika war, wurde er von Anhängern der Rastafaribewegung „erkannt“.
Die Ausdrücke Auserwählter Gottes und Siegreicher Löwe Judas sind jedoch nicht wie oft angenommen die Krönungstitel Selassies, sondern Teil eines Glaubensbekenntnisses, mit dem die äthiopischen Kaiser traditionell ihre Briefe einleiteten.
Die messianische Rolle innerhalb dieser Bewegung geht neben der Rolle der äthiopischen Geschichte (als einzigem genuin unabhängigen afrikanischen Staat bis 1957) auf die legendäre Abstammung des ersten äthiopischen Kaisers Menelik I. von dem israelitischen König Salomo, der wiederum laut Bibel einer der Ahnen Jesu ist, und der Königin von Saba (siehe Axum) zurück.
Die Farben der äthiopischen Nationalflagge (Grün, Gelb, Rot) sind zugleich die panafrikanischen Farben und die Farben der Rastafaribewegung. Manche – darunter Bob Marley – leiten den Namen Reggae von dem lateinischen Wort rex (König) ab und behaupten, es heiße so viel wie „Musik des Königs“.

## Auszeichnungen (Auswahl)
- 1924 Nassauischer Hausorden vom Goldenen Löwen[16]
- 1954 Sonderstufe des Großkreuzes des Verdienstordens der Bundesrepublik Deutschland
- 1954 Großstern des Ehrenzeichens für Verdienste um die Republik Österreich
- 1954 Hosenbandorden (Knight of the Garter)
- 1954 Orden vom Aztekischen Adler (Collane)
- 1954 Ehrenbürger von Belgrad[17]

## Schriften
- My Life and Ethiopia’s Progress, 1892–1937. The Autobiography of Emperor Haile Sellassie I. Übersetzt und mit Anmerkungen versehen von Edward Ullendorff. Oxford University Press, London 1976, ISBN 0-19-713589-7.